# Get My Love!
Singles de MAX
Seventies
(1996) Give Me a Shake
(1997)
Get My Love! (titré en capitales : GET MY LOVE!) est le cinquième single de MAX.

## Présentation
Le single, produit par Max Matsuura, sort le 9 octobre 1996 au Japon sous le label avex trax, trois mois après le précédent single du groupe Seventies, au format mini-CD de 8 cm de diamètre, alors la norme pour les singles dans ce pays. Il atteint la 4e place du classement des ventes de l'Oricon, et reste classé pendant dix semaines. Il restera le neuvième single le plus vendu du groupe.
C'est le dernier single que sort le groupe dans le genre eurobeat, avant son passage à la J-pop en 1997. Une version promotionnelle du single est aussi distribuée au format maxi 45 tours vinyle, contenant la chanson-titre et trois versions remixées inédites.
Le single CD contient deux chansons et leurs versions instrumentales, toutes deux des reprises de titres eurobeat européens adaptés en japonais : Get My Love! (reprise du titre Take my Gum de Dolly Pop) et Broken Heart (reprise du titre homonyme de Norma Sheffield). Les deux chansons figureront sur le premier album de MAX, Maximum qui sort deux mois plus tard.
La chanson-titre est utilisée comme thème musical dans une publicité, ainsi que dans une campagne publicitaire pour un autre produit. Elle figurera aussi sur les compilations de MAX, Maximum Collection de 1999, Precious Collection de 2002, et Complete Best de 2010 ; elle sera aussi remixée sur son album de remix New Edition de 2008.

## Liste des titres
| CD    | CD                                                 | CD                                | CD    | CD | CD | CD | CD | CD | CD |
| No    | Titre                                              | Paroles / Musique et arrangements | Durée |    |    |    |    |    |    |
| ----- | -------------------------------------------------- | --------------------------------- | ----- | -- | -- | -- | -- | -- | -- |
| 1.    | Get My Love! (GET MY LOVE!)                        | Yûko Ebine / Syrups               | 3:45  |    |    |    |    |    |    |
| 2.    | Broken Heart (BROKEN HEART)                        | Kazumi Suzuki / Groove Surfers    | 3:46  |    |    |    |    |    |    |
| 3.    | Get My Love! (Original Karaoke) (GET MY LOVE! ...) | (Instrumental) / Syrups           | 3:44  |    |    |    |    |    |    |
| 4.    | Broken Heart (Original Karaoke) (BROKEN HEART ...) | (Instrumental) / Groove Surfers   | 3:43  |    |    |    |    |    |    |
| 14:58 |                                                    |                                   |       |    |    |    |    |    |    |

| Vinyle promotionnel | Vinyle promotionnel                                    | Vinyle promotionnel     | Vinyle promotionnel | Vinyle promotionnel | Vinyle promotionnel | Vinyle promotionnel | Vinyle promotionnel | Vinyle promotionnel | Vinyle promotionnel |
| No                  | Titre                                                  | Arrangements            | Durée               |                     |                     |                     |                     |                     |                     |
| ------------------- | ------------------------------------------------------ | ----------------------- | ------------------- | ------------------- | ------------------- | ------------------- | ------------------- | ------------------- | ------------------- |
| A1.                 | Get My Love! (Original Mix) (GET MY LOVE! ...)         |                         | 3:41                |                     |                     |                     |                     |                     |                     |
| A2.                 | Get My Love! (Move Dream House Mix) (GET MY LOVE! ...) | t-kimura / Remix : Move | 4:39                |                     |                     |                     |                     |                     |                     |
| AA1.                | Get My Love! (Move Mix) (GET MY LOVE! ...)             | t-kimura / Remix : Move | 4:03                |                     |                     |                     |                     |                     |                     |
| AA2.                | Get My Love! (Move Hard House Mix) (GET MY LOVE! ...)  | t-kimura / Remix : Move | 4:38                |                     |                     |                     |                     |                     |                     |
| 17:01               |                                                        |                         |                     |                     |                     |                     |                     |                     |                     |